# Берегацо кон Филяро
Берега̀цо кон Филя̀ро (на италиански: Beregazzo con Figliaro; на ломбардски: Beregass e Fièe, Берегас е Фиее) е община в Северна Италия, провинция Комо, регион Ломбардия. Административен център на общината е село Берегацо (Beregazzo), което е разположено на 423 m надморска височина. Населението на общината е 2741 души (към 2017 г.).